# Atondo
Atondo es una localidad española y un concejo de la Comunidad Foral de Navarra perteneciente al municipio de Iza, situado en la Merindad de Pamplona, en la Cuenca de Pamplona.

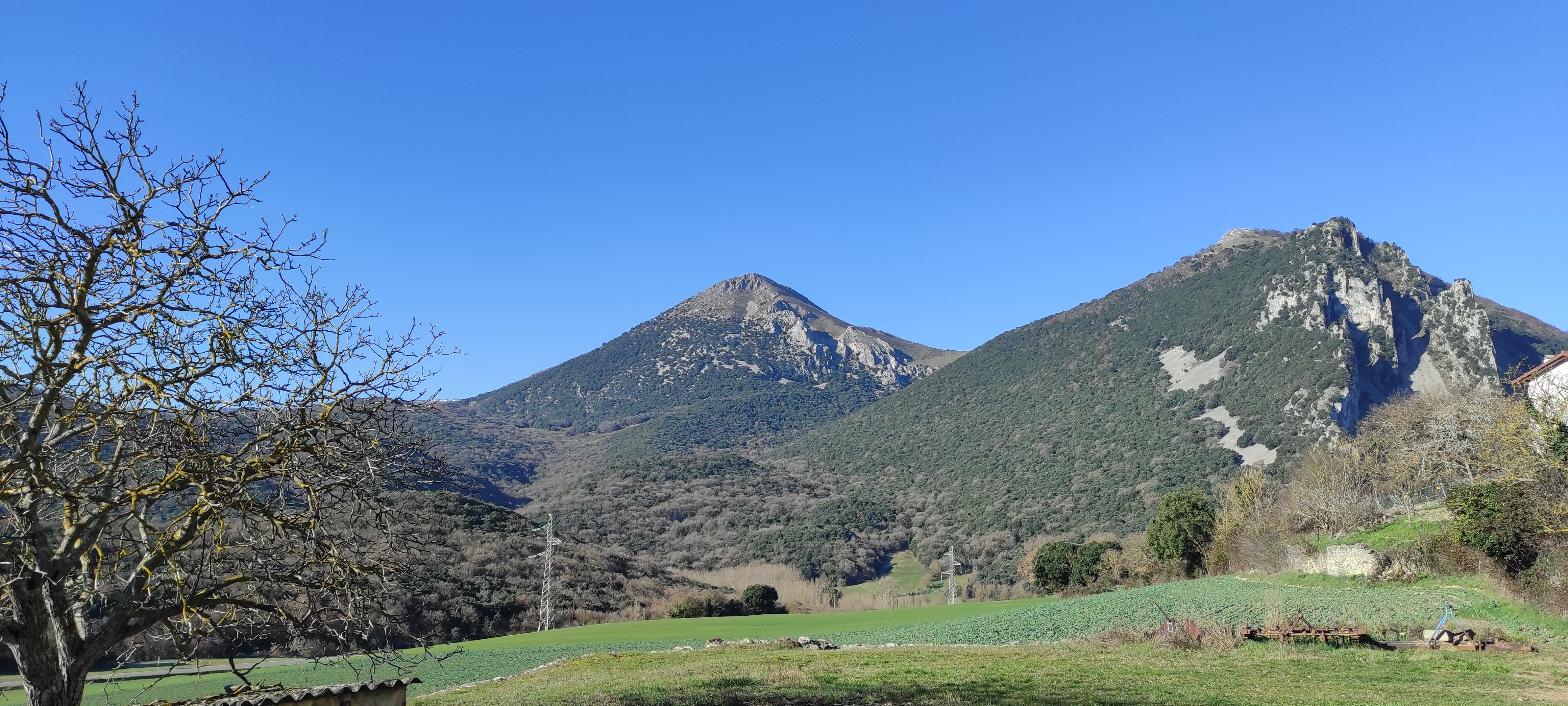
Churregui (izquierda) y Gaztelu (derecha) vistos desde Atondo

## Geografía
Está asentado en la ladera del monte Vizcay, junto al río Araquil y la foz de Osquía abierta junto al monte Gaztelu y Churregui ya en la Sierra de Satrústegui, en la parte oriental de la Sierra de Andía.
Es el concejo más oriental de la antigua Cendea de Iza, y se encuentra a unos 24 km de la capital Pamplona. Limita por el norte con Escoz, por el sur con Enoz, al este con Ochovi y al oeste con el río Araquil y con el término de Ollo.

## Toponimia
De su historia, a veces no muy documentada, se puede indicar que por este pueblo atravesaba la calzada romana. Es probable que el topónimo de Atondo guarde alguna vinculación con la mansio Alantone, que es nombrada en el itinerario de Antonino, en una relación de localidades que servían de escala en la calzada romana XXXIV o Ab Asturica Burdigalam (Astorga a Burdeos). Pero también se encuentra a veces referido como Ataondo por lo cual sería razonable considerar, dada su cercanía al paso natural formado por el desfiladero de Osquía, como un topónimo en vascuence (ate, como "portillo, paso, desfiladero", ondo, como "junto a", es decir, "junto al paso, al desfiladero").

## Demografía
Su población en 2014 fue de 33 habitantes (INE).

## Historia
Aparece documentado ya con las calidades de vicus y villa, y la grafía “Ataondo”, en textos de 1024. También consta hacia 1087 como sobrenombre locativo de persona. 
En 1280 figura como lugar de señorío realengo, sumando su pecha anual junto al, luego despoblado, de Murco, por un total de 145 sueldos, 17 cahíces y medio de trigo, así como 30 y medio de cebada y avena. Se tiene noticia que debió de pertenecer a la Colegiata de Santa María de Roncesvalles, ya que consta que este hospital en 1366 lo enajenó, mediante permuta a Carlos II.

## Arte y monumentos
Dentro de la localidad aún se aprecian varios monumentos tanto civiles como religiosos.

### Civiles
- Casa solar de los Atondo.
- Casa Amézqueta.

### Religiosos
- Iglesia parroquial de San Martín de Tours.
- Basílica de Nuestra Señora del Pilar de Osquía (ermita).